# A félelem utcája 1. rész: 1994
A félelem utcája 1. rész: 1994 (eredeti cím: Fear Street Part One: 1994) 2021-ben bemutatott amerikai természetfeletti horrorfilm, amelyet Leigh Janiak rendezett, R. L. Stine Fear Street című regénye alapján. A főbb szerepekben Kiana Madeira, Olivia Scott Welch, Benjamin Flores Jr., Julia Rehwald és Fred Hechinger látható.
Amerikában és Magyarországon 2021. július 2-án a Netflixen mutatták be.

## Cselekmény
1994-ben Heathert, a Shadyside Mall könyvesbolt alkalmazottját barátja, Ryan Torres leszúrja. A férfi meggyilkolja őt és hét másik plázai alkalmazottat, mielőtt Nick Goode seriff agyonlövi. A média úgy számol be a mészárlásról, mint a Shadyside-ban szokásosról, amelyet az Amerikai Egyesült Államok gyilkossági fővárosának neveznek. Eközben a szomszédos Sunnyvale városa a szöges ellentéte, mivel az ország egyik leggazdagabb és legbiztonságosabb városának tartják. A shadyside-i tizenévesek közül sokan úgy vélik, hogy ez a boszorkánynak, Sarah Fiernek köszönhető, aki átkot bocsátott a városra, mielőtt 1666-ban boszorkányságért kivégezték volna.
Deena Johnson nem hisz a Fier boszorkányban, és nemrég szakított a Sunnyvale-be költözött, zárkózott barátnőjével, Sammel. Josh, a bátyja a város történetének kutatásával tölti az idejét, a barátai, Simon és Kate pedig drogot árulnak abban a reményben, hogy végül elhagyhatják a várost. Deena és Sam újra találkoznak a bevásárlóközpontban történt gyilkosságok áldozataiért tartott sunnyvale-i virrasztáson, ahol verekedés tör ki a shadyside-i és a sunnyvale-i diákok között. Hazafelé tartva Sam barátja, Peter elkezdi követni a Shadyside diákjait szállító buszt, ami arra készteti Deenát, hogy megtorlásképpen majdnem hozzávágjon egy nagy hűtőtáskát az autóhoz. Egy hirtelen orrvérzés miatt Deena elveszíti a hűtőtáskát, és Peter autója összetörik. Sam túléli, és látomást lát Sarah Fierről, mielőtt kórházba szállítják.
A következő éjszaka Deenát és barátait valaki követni kezdi, akiről először azt hiszik, hogy Peter és barátai. Amikor azonban Deena és barátai meglátogatják Samet, Petert megöli a Koponyamaszk, aki aztán két másik embert is megöl a kórházban, és kiderül, hogy ő egy élőhalott Ryan. Sam és Deena segítséget kér, de nem sikerül meggyőzniük a rendőrséget, miközben Simont megtámadja Ruby Lane, Shadyside egyik múltbéli gyilkosa 1965-ből. A csoport rájön, hogy az autóbaleset megzavarta Sarah Fier sírját, és Sam a csontjaira vérezett, feltámasztva ezzel több Shadyside-gyilkost. Josh arra következtet, hogy Fier átka az oka a Shadyside gyilkossági történelmének, amely a kivégzése után kezdődött. Megpróbálják felajánlani neki a megfelelő újratemetést, de megtámadja őket a gyilkosok. Rájönnek, hogy a gyilkosok csak Samet akarják, és vonzódnak a véréhez, ezért csapdát állítanak az iskolában, hogy elégetéssel elpusztítsák a gyilkosokat, de a gyilkosoknak sikerül újraélődniük.
Sam vonakodva beleegyezik a csoporttal, hogy Deena tiltakozása ellenére feláldozzák. Megmentik, amikor kiderül, hogy C. Berman, az 1978-as Nightwing tábori mészárlás túlélője azt állította, hogy látta a boszorkányt. Megpróbálják felhívni őt, de nem kapnak választ. Sam megtudja, hogy C. Berman is meghalt, de újraélesztették. A csoport megszervezi a tervet, hogy egy szupermarket gyógyszertárából származó gyógyszerek segítségével megölik és újraélesztik Samet. Ott Kate, Simon és Josh megpróbálja elhárítani a Shadyside gyilkosait, de végül Kate és Simon is meghal. Deena végül megfojtja Samet, aminek hatására a gyilkosok eltűnnek, és az EpiPens és az újraélesztés kombinációjával újraéleszti.
Ezután a rendőrség úgy dönt, hogy Simonra és Kate-re hárítja a felelősséget, mivel ismertek voltak a drogkereskedelemről. Sam és Deena kibékülnek, és nyilvánosan is párként mutatkoznak be. Később aznap este, amikor Sam a házában van, Deena kap egy hívást C. Bermantől, aki közli vele, hogy nincs menekvés a boszorkány elől. Az immár megszállott Sam megtámadja Deenát, de leigázzák és megkötözik, Deena pedig megígéri, hogy megtalálja a módját a kiszabadításának.

## Szereplők
| Szerep          | Színész              | Magyar hang     |
| --------------- | -------------------- | --------------- |
| Deena           | Kiana Madeira        | Tamási Nikolett |
| Samantha Fraser | Olivia Scott Welch   | Laudon Andrea   |
| Josh            | Benjamin Flores Jr.  | Nagy Gereben    |
| Kate            | Julia Rehwald        | Gáspár Kata     |
| Simon           | Fred Hechinger       | Miller Dávid    |
| Nick Goode      | Ashley Zukerman      | Varga Gábor     |
| Martin          | Darrell Britt-Gibson | Kovács Lehel    |
| Heather         | Maya Hawke           | Mórocz Adrienn  |
| Mrs. Lane       | Jordana Spiro        | Orosz Anna      |
| Ruby Lane       | Jordyn DiNatale      |                 |
| Rachel Thompson | Charlene Amoia       | Czirják Csilla  |
| Ryan Torres     | David W. Thompson    | Kenéz Ágoston   |
| Peter           | Jeremy Ford          | Orosz Ákos      |
| Sarah Fier      | Elizabeth Scopel     | Lamboni Anna    |
| C. Berman       | Gillian Jacobs       | Györfi Anna     |

### Magyar változat
- Magyar szöveg: Dittrich-Varga Fruzsina
- Hangmérnök: Farkas László
- Vágó: Simkóné Varga Erzsébet
- Gyártásvezető: Kincses Tamás
- Szinkronrendező: Marton Bernadett
- Produkciós vezető: Várkonyi Krisztina

A szinkront a Mafilm Audio Kft. készítette el.

## A film készítése
1997 októberében a Hollywood Pictures szerződést kötött a Fear Street könyvsorozat megvásárlásáról, amelyet a Parachute Entertainmenttel közösen akartak Sikoly-szerű játékfilm-franchise-ként fejleszteni. A fejlesztések soha nem valósultak meg.
2015 októberében bejelentették, hogy R. L. Stine Fear Street-sorozatán alapuló filmet fejleszt a 20th Century Studios (akkor még 20th Century Fox néven) és a Chernin Entertainment. 2017 februárjában Kyle Killent szerződtették forgatókönyvírónak. Júliusban bejelentették, hogy a projekt egy különböző időszakokban játszódó filmtrilógia lesz, amelynek rendezője Leigh Janiak lesz, valamint újraírja a forgatókönyvet partnerével, Phil Graziadeivel. A The Hollywood Reporter szerint a trilógiát egymás után fogják forgatni, és a filmek egy hónap különbséggel kerülnek a mozikba.
2019 februárjában jelentették, hogy Kiana Madeira és Olivia Welch leszbikus tinédzsereket alakítanak a filmben. 2019 márciusában Benjamin Flores Jr., Ashley Zukerman, Fred Hechinger, Julia Rehwald és Jeremy Ford csatlakozott a szereplőgárdához. Májusban Darrell Britt-Gibson-t is bejelentették, mint szereplőt. Maya Hawke, Jordana Spiro és Jordyn DiNatale szintén csatlakozott a szereplőgárdához.
2019 márciusában kezdődött a forgatás Atlantában és East Pointban. North DeKalb Mallban több üresen álló üzlethelyiséget felújítottak, hogy forgatásra lehessen használni őket. 2019. szeptemberében fejeződött be a forgatás.